# Sanjukta Panigrahi
Sanjukta Panigrahi (24 août 1944 - 24 juin 1997) était une danseuse indienne qui était le principal représentant de la danse classique indienne Odissi. Sanjukta a été la première femme d'Odisha à adopter dès son plus jeune âge cette ancienne danse classique et à assurer sa grande renaissance.
En reconnaissance de sa contribution à la danse et aux activités associées, elle a reçu l'un des prix les plus prestigieux d'Inde, Padma Shri (1975). Elle est également récipiendaire du prix Sangeet Natak Akademi en 1976.
En plus de présenter des spectacles d’Odissi dans différentes régions de l’Inde, Sanjukta Panigrahi fait partie de la délégation culturelle du gouvernement dans différents pays, notamment aux États-Unis et aux Philippines (1969), au Royaume-Uni (1983), en Israël, au Delphi International Festival en Grèce (1989). Elle a également joué en France pendant onze semaines et participé au Festival international de musique de Paris.

## Enfance
Elle est née à Brahmapur, dans le District de Ganjam, de l’État d’Odisha, au sein d’une famille brahmane traditionnelle composée d’Abhiram Mishra et de Shakuntala Mishra.
Petite enfant, elle a commencé à danser intuitivement avec toute sorte de sons rythmiques du quotidien (couper un légume, du bois de chauffage). Sa mère était originaire de Baripada et appartenait à une famille qui depuis longtemps pratiquait la danse folklorique chhau. Elle a reconnu le talent de sa fille et l'a encouragée malgré la résistance initiale d'Abhiram Misra, père de Sanjukta. La raison de la résistance était le fait qu’à cette époque cette forme de danse était généralement exécutée par des danseuses du temple, appelées Maharis.  Ces filles étaient des servantes de temples du Sud de l'Inde Devadâsî avec la réputation qui y est attachée.

## Formation
À l'initiative de sa mère, elle a commencé à apprendre la danse dès l'âge de quatre ans auprès du maître Kelucharan Mohapatra, légendaire danseur classique indien. Dès 1950 elle a été a évaluée comme étant la meilleure jeune artiste.
En 1952, elle remporte le premier prix du Festival international du film pour enfants. Encouragée par son succès, ses parents décident de l'envoyer à Kalakshetra, à Chennai, pour une meilleure formation en danse. Là, elle a continué ses cours sous la direction de Rukmini Devi Arundale. Pour les six prochaines années , elle est restée là - bas, et finalement obtenu un diplôme Nrityapraveen en Bharatnatyam avec le Kathakali comme second sujet. Elle a ensuite fait de nombreuses tournées en Inde et à l'étranger en tant que membre de la Kalakshetra Ballet Troupe.
À l'âge de 14 ans, elle est retournée en Odisha. Le gouvernement de l'État lui a attribué une bourse d'études pour apprendre le Kathak auprès du gourou Hazarilal du gourou Bhaharatiya Vidya Bhavan à Mumbai. Dotée d'une solide personnalité, elle a quitté le cours et est retournée à Odisha pour se concentrer sur la danse Odissi .